# Luigi Balbi
Luigi Balbi   (1585 - 1621) fou un compositor de música religiosa del Barroc primerenc.
Nebot i alumne de Ludovico Balbi. Seguí la carrera religiosa del seu oncle en l'orde del Conventuals menors. Al principi fou cantant en el cor de Sant Marc, Venècia (1585), i l'agost de 1585 entrà en la Cappella del Santo en la basílica de Sant Antoni de Pàdua, el 1586 succeí a Bartolomeo Formenton com a organista i més tard fou mestre de capella de la mateixa (1615 fins 1621). El 27 de novembre de 1587 fou nomenat mestre de capella de l'església de la Carità a Venècia. El 1590 estava a Zadar, dirigint el cor local, després del qual tornà a Venècia per servir en el cor del Ca'Grande.
Balbi, gaudí de gran reputació, estan considerat com un dels millors deixebles de l'escola de Palestrina, rebé junt, amb Orazio Vecchi i Domenico Gabrielli, l'honrosa missió de revisar les melodies religioses de la monumental edició del Gradual romà.
De les seves obres es publicaren: Cantiones ecclesiasticae quinqué vocum (Venècia, 1576), Mottetti a quatro voci (1578), Sacrarum missarum liber primus (1584), Ecclesiastici concentus (1606).